# Дженесі Тауншип (округ Поттер, Пенсільванія)
Дженесі Тауншип (англ. Genesee Township) — селище (англ. township) в США, в окрузі Поттер штату Пенсільванія. Населення — 726 осіб (2020).

## Демографія
Згідно з переписом 2010 року, у селищі мешкало 799 осіб у 330 домогосподарствах у складі 230 родин. Було 470 помешкань
Расовий склад населення:
| - 97,7 % — білих - 0,4 % — корінних американців - 0,4 % — чорних або афроамериканців - 0,1 % — азіатів |

До двох чи більше рас належало 1,0 %. Частка іспаномовних становила 1,6 % від усіх жителів.
За віковим діапазоном населення розподілялося таким чином: 24,8 % — особи молодші 18 років, 58,8 % — особи у віці 18—64 років, 16,4 % — особи у віці 65 років та старші. Медіана віку мешканця становила 40,7 року. На 100 осіб жіночої статі у селищі припадало 107,5 чоловіків;  на 100 жінок у віці від 18 років та старших — 105,8 чоловіків також старших 18 років.
Середній дохід на одне домашнє господарство  становив 55 524 долари США (медіана — 47 632), а середній дохід на одну сім'ю — 64 347 доларів (медіана — 55 455). Медіана доходів становила 51 429 доларів для чоловіків та 37 727 доларів для жінок. За межею бідності перебувало 12,0 % осіб, у тому числі 9,6 % дітей у віці до 18 років та 5,5 % осіб у віці 65 років та старших.
Цивільне працевлаштоване населення становило 369 осіб. Основні галузі зайнятості: виробництво — 22,8 %, освіта, охорона здоров'я та соціальна допомога — 20,9 %, транспорт — 15,4 %, сільське господарство, лісництво, риболовля — 11,7 %.